# Chrysina
Chrysina (лат.) — род пластинчатоусых жуков из подсемейства хлебных жуков и хрущиков (Rutelinae). Включает несколько десятков крупных и очень красивых видов. Длина тела — 15—35 мм. Большинство видов окрашены в различные варианты зелёного цвета и часто несут на надкрыльях бороздки, но имеется и несколько видов с совершенно гладкими покровами тела и сплошной металлической окраской золотого или серебристого цвета.

## Замечания по систематике
Ранее род был известен под названием Plusiotis Burmeister, 1844.

## Ареал
Преимущественно южноамериканский род, из которого несколько видов заходят в Северную Америку, где доходят до Аризоны и Техаса (США).

## Биология
Жуки встречаются в лесах. В горах поднимаются на высоту до 3800 м. Личинки развиваются в гнилой древесине. Жуки питаются листвой, а личинки — древесиной различных видов деревьев, включая рода пихта, ольха, земляничное дерево, Heliocarpus, Juglans, можжевельник, Liquidambar, сосны, платана, Quercus и Turpinia.
Жуки встречаются с февраля по декабрь.

## Виды
По разным классификациям, род включает от 96 до 108 видов:
- Подгруппа Chrysina resplendens:

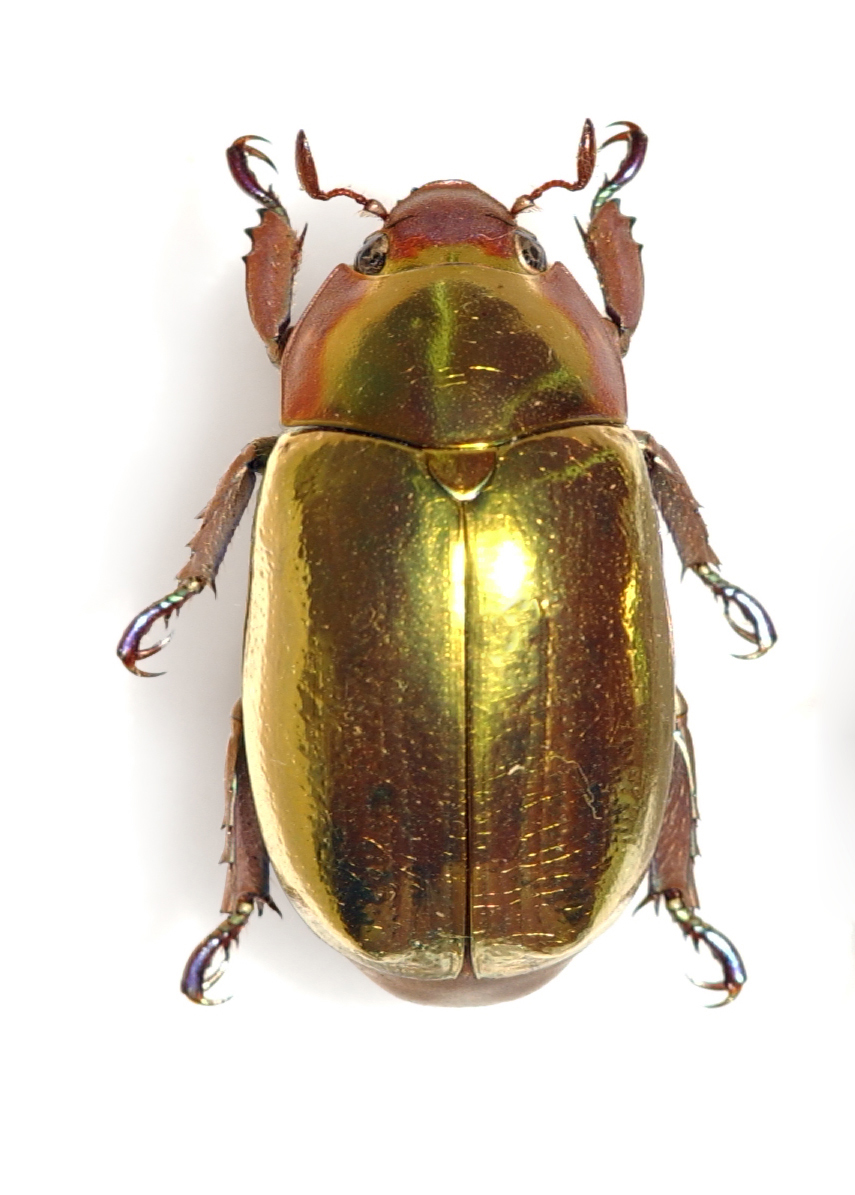
Chrysina aurigans

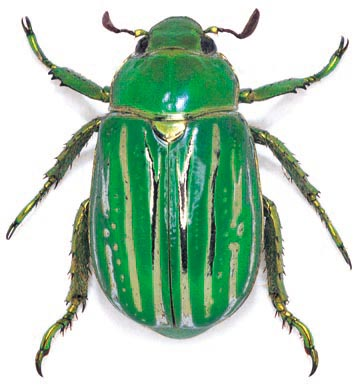
Chrysina gloriosa

  - Chrysina chalcothea (H.W. Bates, 1888)
  - Chrysina cupreomarginata (F. Bates, 1904)
  - Chrysina resplendens (Boucard, 1875)
  - Chrysina tapantina (Morón, 1992)
- Подгруппа Chrysina magnistriata:
  - Chrysina beraudi Warner, Hawks & Bruyea, 1992
  - Chrysina magnistriata (Morón, 1990)
- Подгруппа Chrysina adelaida:
  - Chrysina adelaida (Hope, 1840)
  - Chrysina arellanoi Monzón, 2012
  - Chrysina centralis (Morón, 1990)
  - Chrysina citlaltepetlamayatli (Blackaller-Bayes & Delgado, 1994)
  - Chrysina difficilis (Morón, 1990)
  - Chrysina hawksi Monzón, 2010
  - Chrysina howdenorum (Morón, 1990)
  - Chrysina lacordairei (Boucard, 1875)
  - Chrysina lecontei (Horn, 1882)
  - Chrysina pehlkei (Ohaus, 1930)
  - Chrysina plusiotina (Ohaus, 1912)
  - Chrysina purpurata (Morón, 1990)
  - Chrysina quetzalcoatli (Morón, 1990)
  - Chrysina sallaei (Boucard, 1875)
  - Chrysina zapoteca (Morón, 1990)
- Подгруппа Chrysina victorina:
  - Chrysina aurofoveata (Morón, 1981)
  - Chrysina auropunctata (Ohaus, 1913)
  - Chrysina moroni (Curoe & Beraud, 1994)
  - Chrysina purulhensis (Monzón & Warner, 1993)
  - Chrysina spectabilis (Ratcliffe & Jameson, 1992)
  - Chrysina terroni (Morón, 1990)
  - Chrysina victorina (Hope, 1840)
- Подгруппа Chrysina peruviana:
  - Chrysina beckeri H.W. Bates, 1889
  - Chrysina beyeri (Skinner, 1905)
  - Chrysina blackalleri Monzón & García, 2011
  - Chrysina brevis (Rothschild & Jordan, 1894)
  - Chrysina colima (Morón, 1992)
  - Chrysina confusa (Ohaus, 1913)
  - Chrysina crassimargo (Rothschild & Jordan, 1894)
  - Chrysina dianae (Ratcliffe & Taylor, 1993)
  - Chrysina donthomasi Monzón & García, 2011
  - Chrysina erubescens H.W. Bates, 1889
  - Chrysina expansa (Ohaus, 1913)
  - Chrysina giesberti Monzón, 2010
  - Chrysina intermedia (Ohaus, 1913)
  - Chrysina laniventris (Sturm, 1843)
  - Chrysina nogueirai (Morón, 1992)
  - Chrysina peruviana Kirby, 1828)
  - Chrysina prasina (Boucard, 1878)
  - Chrysina taylori (Morón, 1990)
- Подгруппа Chrysina macropus:
  - Chrysina adolphi Chevrolat, 1859
  - Chrysina aenigmatica (Morón, 1990)
  - Chrysina baileyana Monzón, 2010
  - Chrysina cavei Hawks & Bruyen, 1999
  - Chrysina cusuquensis (Curoe, 1994)
  - Chrysina halffteri (Morón, 1990)
  - Chrysina karschi (Nonfried, 1891)
  - Chrysina macropus (Francillon, 1795)
  - Chrysina modesta (Sturm, 1843)
  - Chrysina prototelica (Morón & Howden, 1992)
  - Chrysina triumphalis Morón, 1990
- Подгруппа Chrysina marginata:
  - Chrysina bruyeai (Hawks, 1999)
  - Chrysina clypealis (Rothschild & Jordan, 1894)
  - Chrysina diversa (Ohaus, 1912)
  - Chrysina marginata (Waterhouse, 1871)
  - Chrysina ofidiodontophallica Curoe, 2011
  - Chrysina ratcliffei (Morón, 1990)
  - Chrysina sirenicola (Solis & Morón, 1995)
- Подгруппа Chrysina optima:
  - Chrysina optima (H.W. Bates, 1888)
  - Chrysina tricolor (Ohaus, 1922)
- Подгруппа Chrysina quiche:
  - Chrysina quiche (Morón, 1990)
  - Chrysina tecunumani (Cano & Morón, 1995)
- Подгруппа Chrysina rodriguezi:
  - Chrysina rodriguezi (Boucard, 1878)
  - Chrysina schusteri (Monzón, Cano & Bailey, 1999)
- Подгруппа Chrysina auripes:
  - Chrysina alphabarrerai (Morón, 1981)
  - Chrysina auripes Gray, 1832
  - Chrysina costata (Blanchard, 1850)
  - Chrysina misteca (Morón, 1990)
- Подгруппа Chrysina flohri:
  - Chrysina flohri (Ohaus, 1905)
  - Chrysina xalixteca (Morón, 1992)
- Подгруппа Chrysina boucardi:
  - Chrysina boucardi (Sallé, 1878)
  - Chrysina cunninghami (Curoe, 1999)¨
- Подгруппа Chrysina batesi:
  - Chrysina batesi
  - Chrysina curoei (Warner, LeBlanc, Hawks & Bruyea, 1992)
  - Chrysina guaymi (Curoe, 2001)
- Подгруппа Chrysina badeni:
  - Chrysina alfredolaui (Hawks, 1995)
  - Chrysina badeni (Boucard, 1878)
  - Chrysina turckheimi (Ohaus, 1913)
- Подгруппа Chrysina chrysargyrea:
  - Chrysina aurigans (Rothschild & Jordan, 1894)
  - Chrysina chrysargyrea (Sallé, 1874)
  - Chrysina limbata (Rothschild & Jordan, 1894)
  - Chrysina pastori (Curoe, 1994)
  - Chrysina strasseni (Ohaus, 1924)
- Подгруппа Chrysina psittacina:
  - Chrysina gloriosa (Leconte, 1854)
  - Chrysina psittacina (Sturm, 1843)
  - Chrysina woodi (Horn, 1885)
- Подгруппа Chrysina aurora:
  - Chrysina argenteola (H.W. Bates, 1888)
  - Chrysina aurora (Boucard, 1875)
  - Chrysina chloreis (H.W. Bates, 1888)
  - Chrysina chrysopedila (H.W. Bates, 1888)
  - Chrysina dzidorhum (Arnaud, 1994)
  - Chrysina eyai Curoe, 2012
  - Chrysina gaitalica Curoe & Hawks, 2012
  - Chrysina luteomarginata (Ohaus, 1913)
  - Chrysina wolfi (Ohaus, 1912)
- Подгруппа Chrysina orizabae:
  - Chrysina orizabae (H.W. Bates, 1889)
- Подгруппа Chrysina guatemalensis:
  - Chrysina guatemalensis (Monzón, Cano & Bailey, 1999)
- Вне групп:
  - Chrysina amalia (Burmeister, 1844)
  - Chrysina ericsmithi (Monzón & Cano, 1999)
  - Chrysina gaellae Ebrard & Soula, 2010
  - Chrysina gorda Delgado, 2003
  - Chrysina oreicola (Morón, 1992)
  - Chrysina veraguana (Ohaus, 1922
  - Chrysina ohausi (Franz, 1927)